# Kreissparkasse Meißen
Die Kreissparkasse Meißen war ein öffentlich-rechtliches Kreditinstitut mit Hauptsitz in Meißen, das zum 1. Januar 2007 in der neu geschaffenen Sparkasse Meißen aufgegangen ist. Formell gesehen hat das Institut die Kreissparkasse Riesa-Großenhain übernommen und seinen Sitz nach Riesa verlegt. Grund für den Zusammenschluss war die Verbindung des Landkreises Meißen (1996–2008) mit dem Landkreis Riesa-Großenhain zum neuen Landkreis Meißen.
Der letzte Jahresabschluss des Instituts wurde zum 31. Dezember 2006 erstellt. Vor der Fusion wies die Kreissparkasse Meißen eine Bilanzsumme von 1,3 Milliarden Euro und einen Bilanzgewinn von 82.800 Euro aus. Die Spareinlagen des Instituts betrugen insgesamt 958,1 Millionen Euro.

## Geschichte

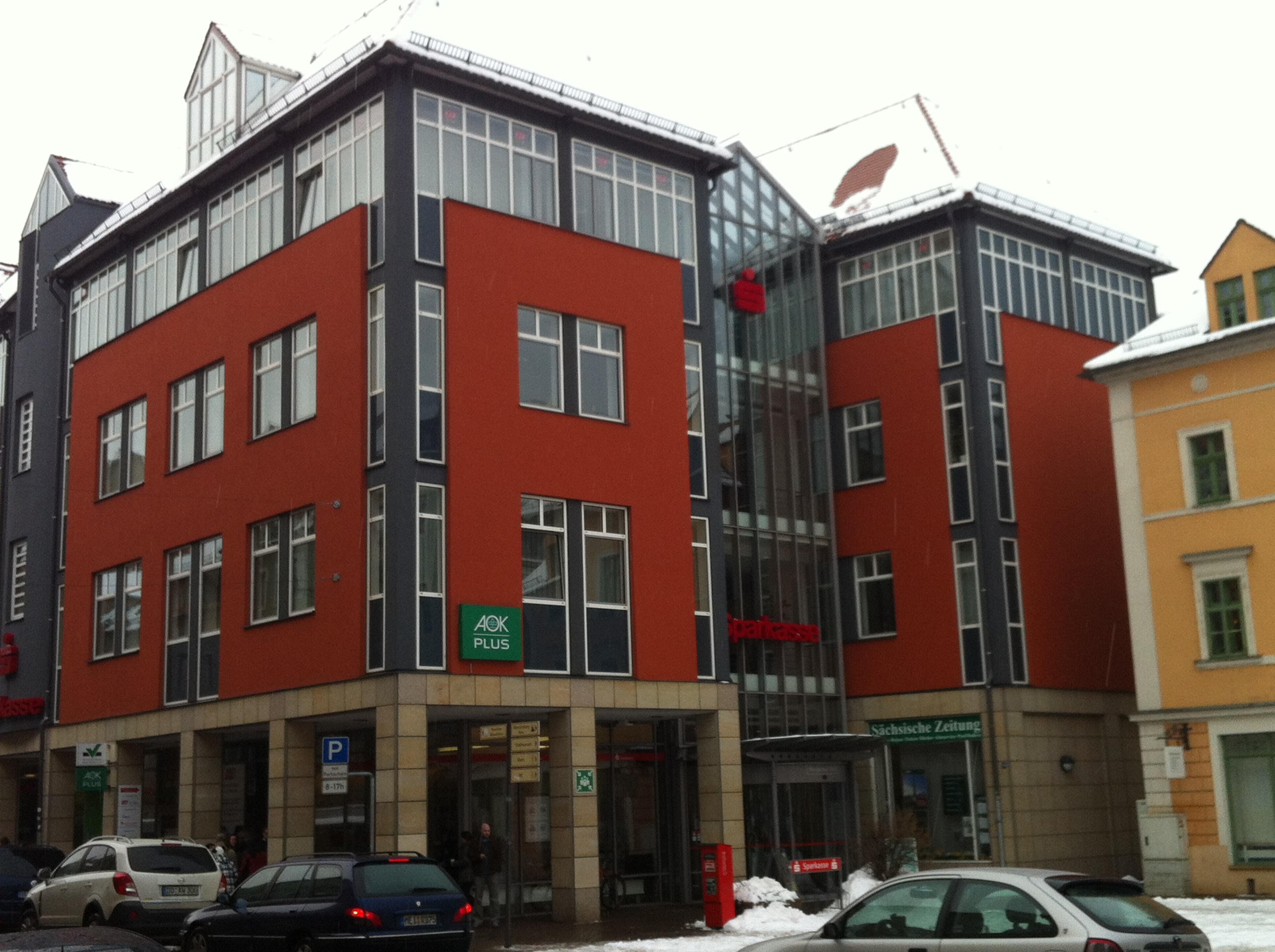
Stammsitz in der Neugasse

Nachdem bereits Ende des 18. Jahrhunderts die ersten Sparkassen in Hamburg, Oldenburg und Kiel gegründet wurden, begannen zu Anfang der 1820er Jahre die Beratungen zur Gründung eines derartigen Instituts auch in Meißen. Der Kreishauptmann wandte sich im Jahr 1822 in einem Brief an den Rat der Stadt, um zu prüfen, ob die Errichtung einer Sparkasse möglich und nützlich sei und wie am besten zur Gründung verfahren werden sollte. Er äußerte die Befürchtung, dass keine ausreichend große Kaufmannschaft existieren würde, die nötigenfalls die eingezahlten Gelder wieder als geschäftliche Darlehen in Anspruch nehmen könnte. Im Zuge dessen kam die Idee auf, die Sparkasse Meißen an ein bereits existierendes größeres Institut anzuschließen, was jedoch letztendlich nicht geschehen ist.
Daraufhin ruhten die Aktivitäten zur Gründung der Sparkasse Meißen zunächst. Erst am 22. Dezember 1828 erschien im Meißner Wochenblatt eine öffentliche Einladung „zum Beitritt des Sparkassen-Vereins an alle Freunde und Förderer des Guten und Nützlichen“. Dieser Schritt wurde durch die Landesregierung Sachsen und schließlich am 30. April 1828 auch durch einen Brief des Königs Anton von Sachsen genehmigt. Die eigentlichen Gründung der Sparkasse wurde schließlich am 21. Mai 1828 im Gasthof zur Sonne in Meißen vollzogen. Die Satzung der Sparkasse sah ausdrücklich eine Beschränkung auf die Bewohner der Stadt Meißen sowie der umliegenden Gemeinden vor, Personen aus anderen Orten konnten nicht an der Sparkasse teilnehmen.
Gleichzeitig wurde beschlossen, dass die Sparkasse Meißen alle Einlagen zwischen vier Groschen und zehn Talern annehmen sollte und diese mit Staatspapieren abgesichert werden sollten. Die erste Filiale der Sparkasse Meißen wurde am 11. Juni 1828 am Heinrichsplatz eröffnet, am ersten Geschäftstag wurden Einlagen in Höhe von 192 Talern und 20 Groschen eingezahlt. Im Dezember des Jahres hatten die Einlagen bereits eine Höhe von 2638 Talern erreicht, das Wachstum der Bank setzte sich daraufhin stetig fort. Zum Ende des Jahres 1837 waren bereits 2160 Sparbücher vorhanden.
Im Jahr 1834 änderte sich der Status der Sparkasse Meißen gravierend: Am 11. Juni wurde beschlossen, die Bank nach dem Vorbild anderer Sparkassen in der Region unter Aufsicht und Verwaltung des Stadtrats zu stellen. Damit ging die Einführung einer staatlichen Bürgschaft einher, auch ein Reservefonds von 200 Talern für schwierige wirtschaftliche Zeiten wurde eingerichtet. Die Umwandlung in ein öffentlich-rechtliches Institut wurde am 30. Juli 1836 von König Friedrich August von Sachsen zugelassen und trat am 1. Januar 1837 in Kraft.
Für das Institut hatte der Deutsche Krieg von 1866 ebenfalls einschneidende Folgen, da die Bürger währenddessen große Teile ihrer Einlagen gekündigt haben. Aufgrund der damit einhergehenden wirtschaftlichen Schwierigkeiten drohte 1870 sogar die Errichtung einer ländlichen Sparkasse in der Region Meißen, was diese jedoch durch eine Ausweitung ihres Angebots und höhere Zinsen abwehren konnte. Die Geschäftstage der Bank wurden auf drei Wochentage ausgebaut. Ab dem Jahr 1881 öffnete die Sparkasse Meißen sogar an jedem Werktag.
Die Sparkasse Meißen war von Beginn an Mitglied des 1907 gegründeten Sächsischen Sparkassenverbandes, der im Oktober 1907 den Giroverkehr aufnahm. Damit war es den Kunden möglich, Beträge zwischen den Sparkassen zu überweisen. Der große Erfolg dieses Angebots führte dazu, dass die Girokasse Meißen am 1. Juli 1919 von der Sparkasse getrennt wurde. Sie bezog eigene Diensträume im Erdgeschoss des Rathauses und trug die Bezeichnung Stadtbank.
Im Jahr 1914 trat die Sparkasse dem Verbande der Öffentlichen Lebensversicherungsanstalten der Sparkassen im Freistaate Sachsen bei. Dadurch erhielt sie die Möglichkeit, ab den 1920er Jahren als eines der ersten Institute auch Versicherungen für Unfall, Haftpflicht, Autokasko, Transport und Reisegepäck anzubieten. Gleichzeitig wird der Nachfrage nach Schließfächern Rechnung getragen und eine feuer- und einbruchsichere Stahlkammer in der Hauptstelle errichtet. Diese fasste 1913 zunächst etwa 250 Schrankfächer und wurde in den folgenden Jahren schrittweise erweitert.
Die ersten Wertpapiere wurden ab 1915 angenommen. Die sogenannte Offene Hinterlegungsstelle für Wertpapiere der Sparkasse Meißen war zunächst für Kriegsanleihen des Deutschen Reiches gedacht, legte aber grundsätzlich den Grundstein für spätere Angebote der Sparkasse. Das Geschäft der Bank verlief nach Ende des Ersten Weltkriegs zunächst positiv, brach dann aber durch die Banken- und Wirtschaftskrise dann aber stark ein. Im Jahr 1924 hatte die Bank mit der Einführung der Reichsmark zu kämpfen, im Jahr 1931 musste sie auf behördliche Anweisung – wie viele andere Sparkassen auch – ihre Schalter sogar zeitweise schließen.
Erster Arbeitstag der Sparkasse nach dem Zweiten Weltkrieg war der 15. August 1945. Zunächst entstanden die Kreis- und Stadtsparkasse Meißen als rechtlich eigenständige Institute, Letztere wurde mit Wirkung zum 1. Januar 1950 aber dem Institut des Landkreises angeschlossen. In der DDR war die Tätigkeit der Bank vornehmlich durch die staatliche Planwirtschaft geprüft und das gesamte Geschäft fast ausschließlich auf Privatkunden ausgerichtet.
Im Zuge der Wiedervereinigung Deutschlands erhielt die Sparkasse Meißen am 1. Juli 1990 den Status eines universellen öffentlich-rechtlichen Kreditinstituts. Zu diesem Zeitpunkt unterhielt sie 21 Filialen im gesamten Landkreis.

Nach der Wende kamen die drei Radebeuler Sparkassenfilialen (einschließlich der zwischenzeitlich eröffneten und später wieder geschlossenen Filiale Mitte bei den Landesbühnen Sachsen) infolge der Kreisreform 1995/97 zur Kreissparkasse Meißen.